# João Pedro Sorgi
 João Pedro Sorgi  (nacido el 18 de octubre de 1993) es un tenista profesional de Brasil, nacido en la ciudad de Sertaozinho. 

## Carrera
Su mejor ranking individual es el Nº 251 alcanzado el 18 de septiembre de 2017, mientras que en dobles logró la posición 263 el 30 de septiembre de 2013.
No ha logrado hasta el momento títulos de la categoría ATP ni de la ATP Challenger Tour, aunque sí ha obtenido varios títulos Futures tanto en individuales como en dobles.